# Alaptus richardsi
Alaptus richardsi är en stekelart som beskrevs av Walter Douglas Hincks 1960. Alaptus richardsi ingår i släktet Alaptus och familjen dvärgsteklar. Inga underarter finns listade i Catalogue of Life.